# Lycoperdaceae
Lycoperdaceae Chevall., 1826 era una famiglia (ora obsoleta) di funghi Basidiomiceti appartenuta all'ordine Lycoperdales.

## Etimologia
Dal greco lúkos (λύκος) = lupo e pérdomai (πέρδομαι) = scorreggiare, cioè "scorreggia di lupo", per il modo in cui vengono disperse le spore.

## Tassonomia

### Generi diLycoperdaceae
Il genere tipo è Lycoperdon Tourn. ex L., altri generi inclusi sono:
- Abstoma
- Acutocapillitium
- Arachnion
- Arachniopsis
- Bovista (= Langermannia)
- Bovistella
- Calbovista
- Calvatia
- Calvatiopsis
- Disciseda
- Gastropila
- Glyptoderma
- Japonogaster
- Lycogalopsis
- Lycoperdopsis
- Morganella
- Vascellum

## Galleria d'immagini

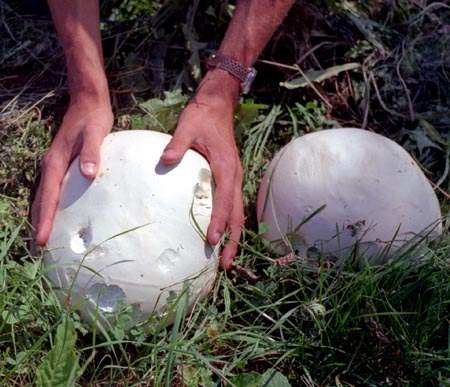
Bovista gigantea fam. Bovista
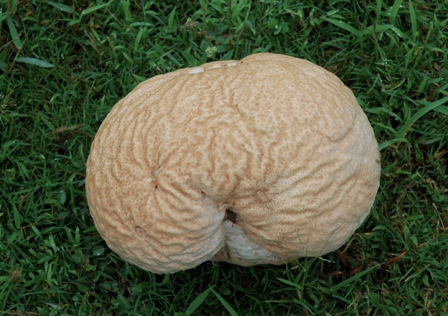
Calvatia craniiformis fam. Calvatia